# Pinus pinceana
Pinus pinceana (лат.) — крупный кустарник или небольшое дерево, вид рода сосна (Pinus) семейства Сосновые (Pinaceae). Эндемик северо-восточной Мексики.

## Ботаническое описание

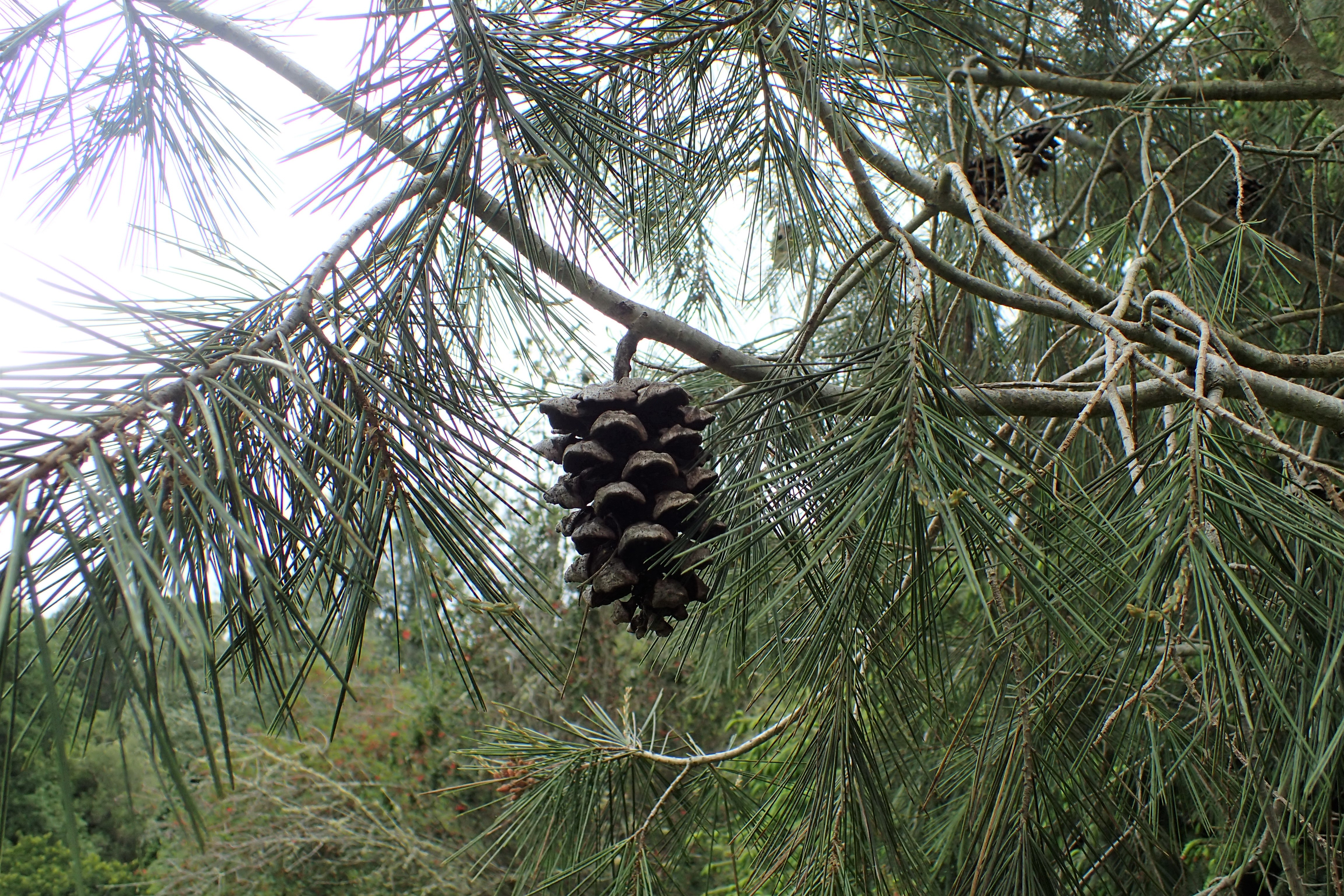
Pinus pinceana

Pinus pinceana — вечнозелёный кустарник или небольшое дерево, достигающее в высоту от 6 до 10 или редко до 12 м. Ствол достигает в диаметре от 20 до 30 см на высоте груди. Ствол короткий, часто разветвлённый, скрученный и раздвоенный прямо над землей. Кора ствола коричнево-серая, отслаивается неправильными пластинами в нижней части и на самых нижних ветвях. Ветви восходящие или раскидистые, ветви более высокого порядка длинные, тонкие и гибкие, они свисают, образуя широкую, неправильную, открытую крону. Молодые побеги от коричнево-серого до серого цвета, тонкие, гибкие, гладкие и гладкие. Светло-коричневые чешуйки имеют длину от 3 до 4 мм. Вегетативные почки от яйцевидно-округлой до яйцевидно-конической формы, длиной около 4 мм, не смолистые. Иглы обычно растут группами по три, реже по четыре в игольном футляре длиной около 10 мм, который вскоре открывается или сворачивается и отпадает. Хвоя серо-зелёная прямая жёсткая, от 5 до 12, иногда до 14 см в длину и от 0,8 до 1,2 мм в ширину, с цельными краями и заострённая. На адаксиальных сторонах имеется от двух до четырёх, реже пяти линий устьиц. Образуются два больших канала для смолы. Иголки остаются на дереве от двух до трёх лет. Стробил овальной формы от красноватого до желтоватого цвета, длиной от 8 до 10 мм и диаметром от 4 до 5 мм. Семенные шишки растут сбоку, а не на внешних ветвях, по отдельности, реже парами на тонком, изогнутом и легко ломающемся побеге длиной 1-2 см. Семенные шишки от овальных до коротких цилиндрических, длиной от 5 до 10 см, часто неправильной формы и имеют открытый диаметр от 3,5 до 6, редко до 7 см. Из 30-60 чешуек семян обычно открываются лишь несколько. Чешуйки подвижные деревянистые с одним или обычно двумя углублениями чашеобразной формы, в которых находятся семена. Семена имеют яйцевидную форму, длиной от 11 до 14 мм и диаметром от 7 до 8 мм. Семенное крыло отсутствует, как только семена отделились от семенной чешуи.

## Таксономия
Вид Pinus pinceana был впервые описан в 1858 году Джорджем Гордоном (1806—1879) и Робертом Глендиннингом (1805—1862) в книге The Pinetum: being a synopsis of all the coniferous plants at present known. Видовой эпитет — в честь Роберта Т. Пинса (около 1804—1871), садовнику из Девона, который специализировался на фуксиях. Синоним Pinus pinceana Gordon & Glend. — Pinus latisquama Engelm.
Вид Pinus pinceana принадлежит к подсекции Cembroides из секции Parrya подрода Strobus в пределах рода Pinus.

## Распространение и местообитание
Pinus pinceana — эндемик Мексики, встречается в штатах: Дуранго, Нуэво-Леон, Сакатекас, Идальго, в северной части Коауилы, в центральной части Сан-Луис-Потоси и в южной части Керетаро. Ареал вида простирается на более 750 км с севера на юг. Большая часть ареала расположена на высоте от 1100 до 2600 м над уровнем моря в засушливых районах.

## Охранный статус
Международный союз охраны природы классифицирует природоохранный статус Pinus pinceana как «вид, вызывающие наименьшие опасения».